# Southwest McIntosh (Dakota del Norte)
Southwest McIntosh es un territorio no organizado ubicado en el condado de McIntosh en el estado estadounidense de Dakota del Norte. En el Censo de 2010 tenía una población de 257 habitantes y una densidad poblacional de 0,36 personas por km².

## Geografía
Southwest McIntosh se encuentra ubicado en las coordenadas 46°2′7″N 99°38′21″O / 46.03528, -99.63917. Según la Oficina del Censo de los Estados Unidos, Southwest McIntosh tiene una superficie total de 704.97 km², de la cual 698.22 km² corresponden a tierra firme y (0.96%) 6.75 km² es agua.

## Demografía
Según el censo de 2010, había 257 personas residiendo en Southwest McIntosh. La densidad de población era de 0,36 hab./km². De los 257 habitantes, Southwest McIntosh estaba compuesto por el 97.28% blancos, el 1.17% eran afroamericanos, el 0% eran amerindios, el 1.17% eran asiáticos, el 0% eran isleños del Pacífico, el 0% eran de otras razas y el 0.39% pertenecían a dos o más razas. Del total de la población el 0% eran hispanos o latinos de cualquier raza.